# Шоуду (аэропорт)
Международный аэропорт Пеки́н-Шоуду́ (кит. трад. 北京首都國際機場, упр. 北京首都国际机场, пиньинь Běijīng Shǒudū Guójì Jīchǎng, палл. Бэйцзин шоуду гоцзи цзичан, буквально: «Международный аэропорт «Пекин Столичный»», англ. Beijing Capital International Airport, BCIA) (ИАТА: PEK, ИКАО: ZBAA) — аэропорт Пекина (ранее, до 2019 г., крупнейший как Пекина так и всего Китая), второй по пассажиропотоку в мире. Расположен в 20 км к северо-востоку от центра Пекина.
Аэропорт Шоуду — главный узловой аэропорт для Air China, которая обслуживает около 120 назначений из него (кроме грузовых перевозок), а также для Hainan Airlines и China Southern Airlines.

## История
Аэропорт Шоуду был открыт 2 марта 1958 года. В то время было построено только небольшое здание терминала, сохранившееся до нашего времени, назначением которого ныне является  обслуживание VIP-пассажиров и чартерных рейсов. 
1 января 1980 года было открыто новое, большое здание терминала зелёного цвета, которое могло обслуживать одновременно 10-12 самолётов. Этот терминал был гораздо больше терминала 1950-х годов, однако к середине 1990-х годов его мощности стало недостаточно. Этот терминал был закрыт на реконструкцию после открытия Терминала 2.
В конце 1999 года, к 50-й годовщине создания Китайской Народной Республики, аэропорт снова прошёл модернизацию. Новый терминал был открыт 1 ноября и получил название Терминал 2. 
20 сентября 2004 года был открыт Терминал 1, который стал обслуживать ряд авиакомпаний, включая China Southern Airlines. Большинство других авиакомпаний продолжали обслуживаться в Терминале 2.
Расширение аэропорта в значительной степени финансировалось (на сумму 500 млн евро) за счёт кредита Европейского инвестиционного банка (EIB) (кредитное соглашение было подписано в сентябре 2005 года), это наибольший кредит из когда-либо выданных EIB в Азии.
Новое расширение аэропорта, Терминал 3 (T3), был открыт в феврале 2008 года, перед самой пекинской Олимпиадой. Кроме того, была построена третья взлётно-посадочная полоса и железнодорожная линия в центр города. Терминал 3 — один из крупнейших терминалов мира по занимаемой площади и важный символ развития китайской столицы.
Третья взлётно-посадочная полоса была открыта 29 октября 2007 года, что позволило уменьшить очереди самолётов на других двух взлётно-посадочных полосах.
В 2008 году Шоуду обслужил 55 937 289 пассажиров и стал 8-м по загруженности пассажирским аэропортом мира. Кроме того, было осуществлено 399 986 взлётов-посадок, что сделало его 21-м аэропортом мира по этому показателю и единственным азиатским аэропортом, входящим в тридцать самых загруженных по этому показателю аэропортов мира. Ежедневно производится в среднем 1100 рейсов.
Данные из запроса в Викиданные.

## Терминалы

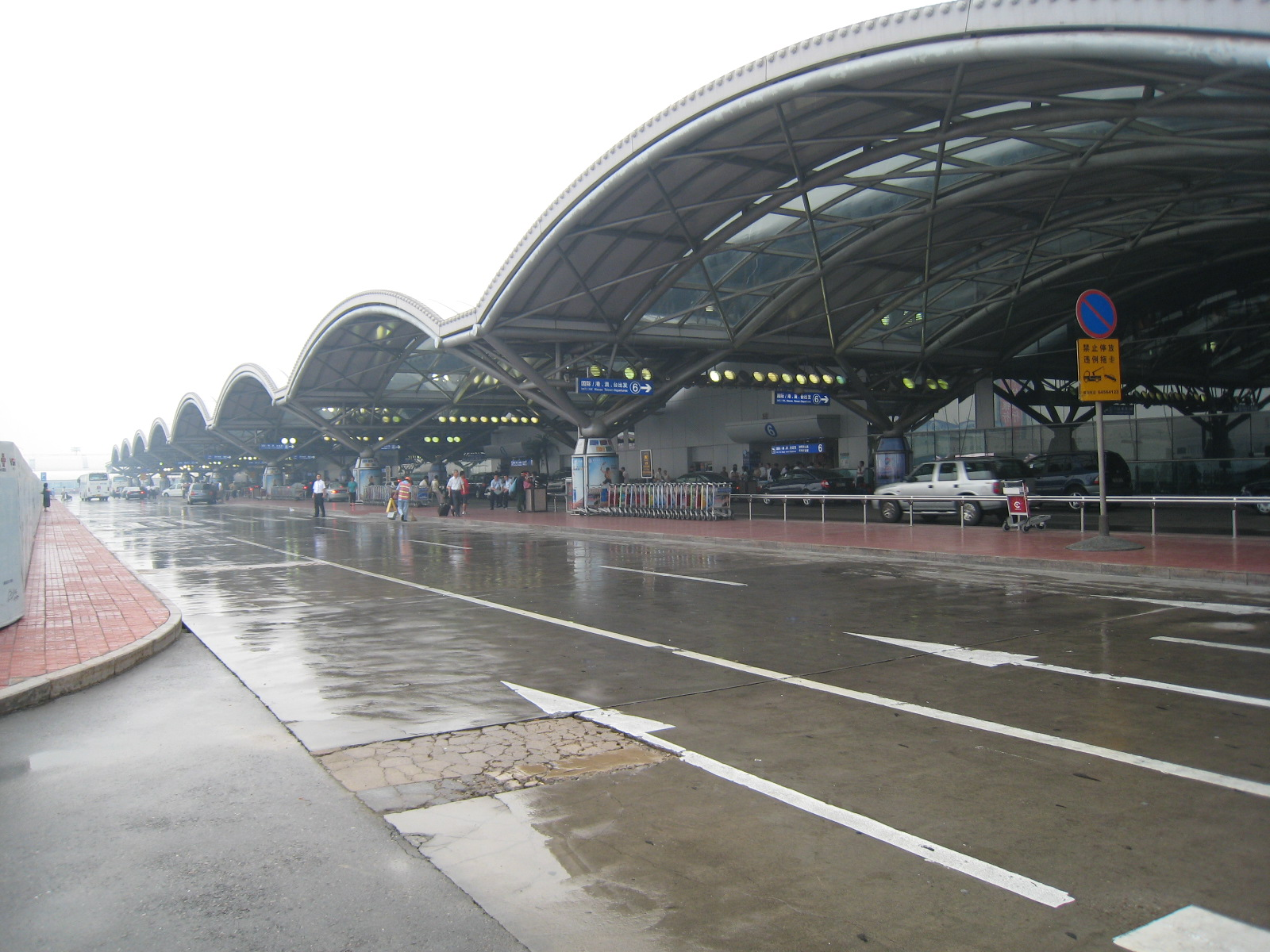
Международный аэропорт Шоуду — Зал вылета международных и местных рейсов Терминала 2

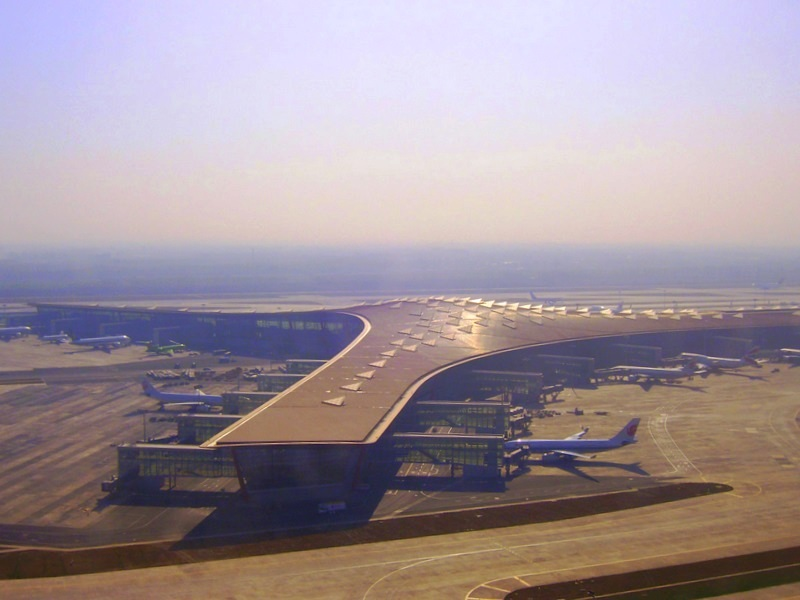
Терминал 3-E с высоты полёта

### Терминал 1
Терминал 1 площадью 60 тыс. м² был открыт 1 января 1980 года и заменил маленький терминал, который функционировал с 1950-х годов. Терминал 1 закрывался на реконструкцию с 1999 года по 20 сентября 2004 года, в этот период все авиакомпании обслуживались в Терминале 2. Имеющий 16 гейтов, Терминал 1 является базовым China Southern Airlines для внутренних рейсов и ряда других авиакомпаний, таких как Xiamen Airlines и Chongqing Airlines, так как он изначально планировался для внутренних рейсов, кроме Гонконга и Макао.
После открытия Терминала 3 Терминал 1 снова был закрыт, на этот раз для текущего ремонта, и все обслуживавшиеся в нём авиакомпании переехали в Терминал 2 с 20 мая 2008 года. Снова Терминал 1 открылся 27 июня 2008 года, после чего стал базой всех внутренних рейсов HNA Group, включая Hainan Airlines, Grand China Air, Deer Air и Grand China Express Air, однако международные рейсы и рейсы в Гонконг, Макао и Тайвань HNA Group продолжают обслуживаться в Терминале 2.

### Терминал 2
Терминал 2 был открыт 1 ноября 1999 года, через месяц после 50-й годовщины создания Китайской народной республики. Этот терминал стал использоваться вместо перенесённого Терминала 1 во время его реконструкции, принимая все самолёты, прибывающие в аэропорт; этот терминал значительно больше Терминала 1 и может принимать до 20 самолётов непосредственно из здания терминала. До открытия Терминала 3 в этом терминале обслуживались и международные, и внутренние рейсы, также обслуживались все авиакомпании, летающие из аэропорта. На сегодняшний день терминал является базовым для China Southern Airlines, China Eastern Airlines, Skyteam, а также международных и внутренних рейсов других авиакомпаний, в то время как Air China, Shanghai Airlines, члены Star Alliance и Oneworld перевели свои операции в новый Терминал 3.
Существует переход, соединяющий два терминала друг с другом; он находится на общем уровне (не требуется паспортный контроль). В Терминале 2 есть небольшой выбор точек общественного питания. Существует только один ресторан в международной зоне после паспортного контроля, цены в нём в несколько раз выше, чем в Пекине. В частности, стоимость порции японской кухни — 88 юаней, что в 4 раза выше стоимости аналогичного продукта в Пекине. Зона внутренних рейсов Терминала 2 имеет гораздо больший выбор мест общественного питания по более умеренным ценам. Kentucky Fried Chicken и Starbucks представлены и в Терминале 1, и в Терминале 2.

### Терминал 3
Строительство Терминала 3 началось 28 марта 2004 года и состояло из двух стадий. Пробный пуск состоялся 29 февраля 2008 года, когда семь авиакомпаний, British Airways, El Al Israel Airlines, Qantas, Qatar Airways, Shandong Airlines и Sichuan Airlines перевели свои операции в новый терминал. 20 других авиакомпаний переехали в Терминал 3 после его полного открытия 26 марта 2008. На сегодняшний день здесь находится главная база Air China, Oneworld, Star Alliance, осуществляются внутренние и внешние рейсы ряда других авиакомпаний.
Терминал разрабатывался консорциумом NACO (Netherlands Airport Consultants B.V), UK Architect Foster and Partners и ARUP. Бюджет расширения аэропорта составил 3,5 млрд долл. Стал самым большим по площади (986 000 м²) терминалом Китая, вторым в мире после Терминала 3 аэропорта «Дубай». Он состоит из главного пассажирского терминала (Терминал 3C), двух сателлитов (Терминал 3D и Терминал 3E) пяти надземных и двух подземных этажей, обозначенных литерами «A и B» для избежания совпадений с существующими обозначениями Терминалов 1 и 2. Из Терминала 3C осуществляются внутренние рейсы, Терминал 3E используется для международных рейсов, Terminal 3D, названный «Olympics Hall», будет использоваться для чартерных рейсов во время пекинской Олимпиады, а затем станет обслуживать международные рейсы.

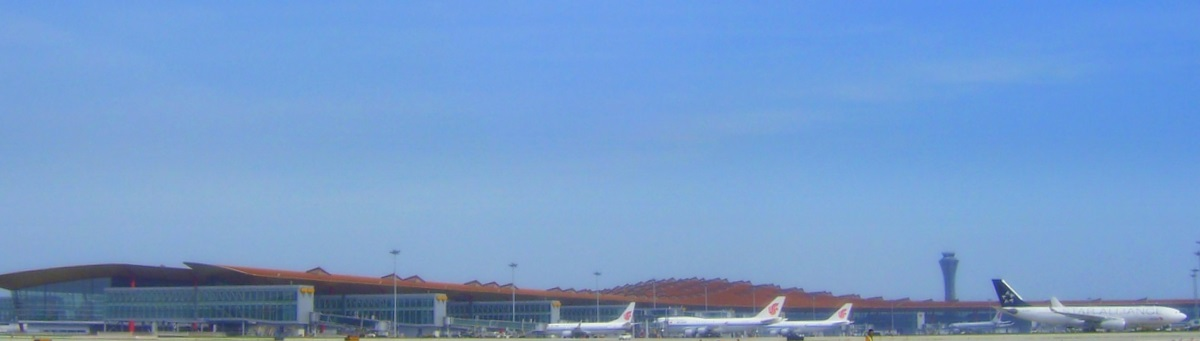
Терминал 3-E со стороны лётного поля, самолёты Air China у терминала

#### Система обслуживания, система безопасности и обработка багажа
Транспортировочный комплекс площадью 300 000 м² расположен в передней части Терминала 3. Вместимость двухуровневой подземной стоянки — 7000 автомобильных мест. Транспортировочный комплекс будет иметь три линии для различных типов автомобилей, автобусов аэропорта, такси и частных транспортных средств, которые позволят сделать поток пассажиров непрерывным. Пассажиры, направляющиеся Терминал 3, затратят на переход от транспорта в Терминал 3 около пяти минут. Транспортировочный комплекс также имеет выход на станцию метро, связывающего Терминал 3 с центром города через станцию Dongzhimen. Время пути от Dongzhimen до Терминала 3 составляет около 18 минут.
Установлены электрические розетки в любом конце каждого из рядов мест в Терминале. Есть 243 устройства лифтов, эскалаторов и траволаторов; в каждой уборной есть комната матери и ребёнка, где может производиться смена подгузников. Есть также комната для путешественников с ограниченными возможностями.
Одно из достижений Терминала 3 — система обработки багажа стоимостью 240 млн долл. Система обработки багажа оборудована жёлтыми тележками, каждая со своим кодом, что позволяет отслеживать маршрут багажа. Более 200 камер и мониторов используются в багажной зоне.
Система обработки багажа позволяет обрабатывать 19 200 единиц багажа в час. После того, как багаж зарегистрирован в любом из 292 пунктов приёма багажа Терминала 3C, он начинает перемещаться со скоростью около 10 м/с. Даже для международных рейсов багаж из терминала T3C в T3E перемещается за 5 минут. Прибывающие пассажиры могут забрать багаж через 4,5 минуты после его выгрузки из самолёта.
Кроме рентгеновских сканеров, есть дополнительное оборудование для обнаружения взрывчатых веществ. Пассажиры могут сдать багаж за несколько часов, и даже за день до полёта. Электронная система позволяет правильно разместить каждую единицу багажа и передать её впоследствии к нужному самолёту.

#### Конструкция и художественное оформление комплекса
Башня управления воздушным движением высотой 98,3 метра расположена с южной стороны от Терминала 3, это самое высокое здание аэропорта. Крыша Терминала 3 окрашена в красный цвет, который в Китае является цветом удачи. Белые полосы на потолке терминала, кроме художественного оформления, служат для указания направлений. Под белыми полосами основной цвет потолка оранжевый с тонами от светлого к тёмному, которые указывают на местоположение пассажира в здании. Светло-оранжевый цвет соответствует центру здания, цвет становится темнее при приближении к терминалу T3E и наоборот — в T3C.
Крыша Терминала 3 имеет множество окон, в которые попадает дневной свет. Конструкция отрегулирована таким образом, чтобы дневной свет создавал наиболее адекватное освещение в помещении. В оформлении использовано много традиционных китайских декоративных элементов, включая «Менхай», большой медный чан для тушения пожаров в Запретном Городе, и декоративные элементы, подражающие изображением из знаменитой Стены с Девятью Драконами (Jiulongbi).
Зимний сад построен в зале ожидания Терминала T3E, по стилю он повторяет имперские сады Летнего Дворца. В Терминале T3C подземный сад сделан в туннеле таким образом, чтобы пассажиры минипоезда могли его видеть.

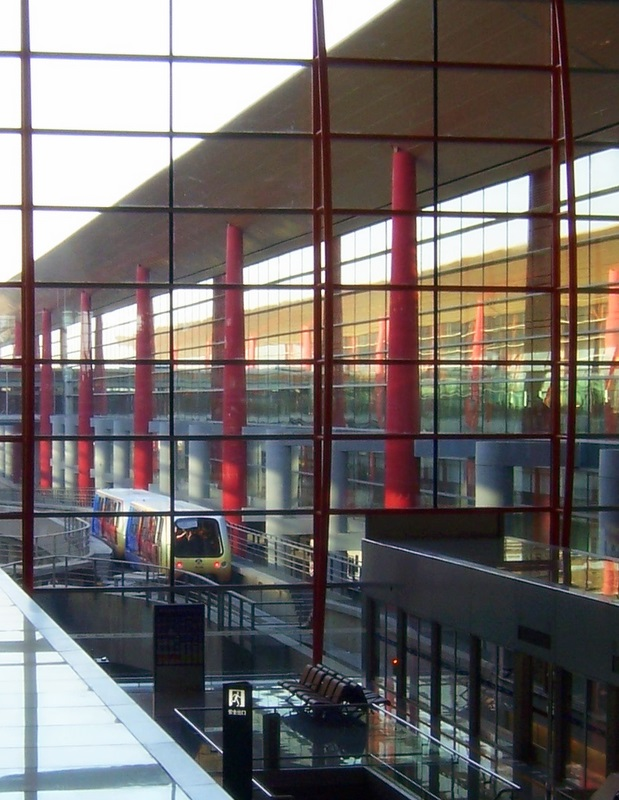
Межтерминальный поезд у Терминала 3

#### Инфраструктура
Точки общественного питания Терминала 3 носят название «всемирная кухня», здесь находятся 72 заведения, которые предлагают блюда от ресторанных до фастфуда, от китайской до европейской кухни, от выпечки до мороженого. Администрация аэропорта взяла на себя обязательства сделать цены в Терминале 3 соответствующим ценам центрального Пекина.
Кроме предприятий питания в Терминале 3 предусмотрены торговая зона площадью 12 600 м², зона беспошлинной торговли 10 600 м² и около 7000 м² различных сервисов и учреждений, включая банки, бизнес-центры, точки доступа в интернет и так далее. Коммерческая зона занимает в общей сложности 45 200 м².

#### Перемещение между терминалами
Для того, чтобы попасть из Терминала 3C в 3D и 3E, и местные, и международные пассажиры должны получить посадочные талоны в Терминале T3C, но международные пассажиры должны идти на посадку в Терминале T3E. Двухкилометровое путешествие между зданиями терминала может быть преодолено за две минуты на межтерминальном поезде.
Для того, чтобы помочь пассажирам найти правильный терминал, аэропорт предлагает бесплатные межтерминальные шаттлы между T3 и Терминалами 1 и 2 с 6:00 до 22:00. Автобусы отходят каждые 10 минут с 8:00 по 20:00 и каждые 20 минут в остальное время.
Существует 66 телетрапов, которые соединены со стоянками самолётов, общее количество выходов из терминала составляет 120. Терминал 3 сможет быть более полно загружен после введения в эксплуатацию третьей взлётно-посадочной полосы.

## Авиакомпании и назначения

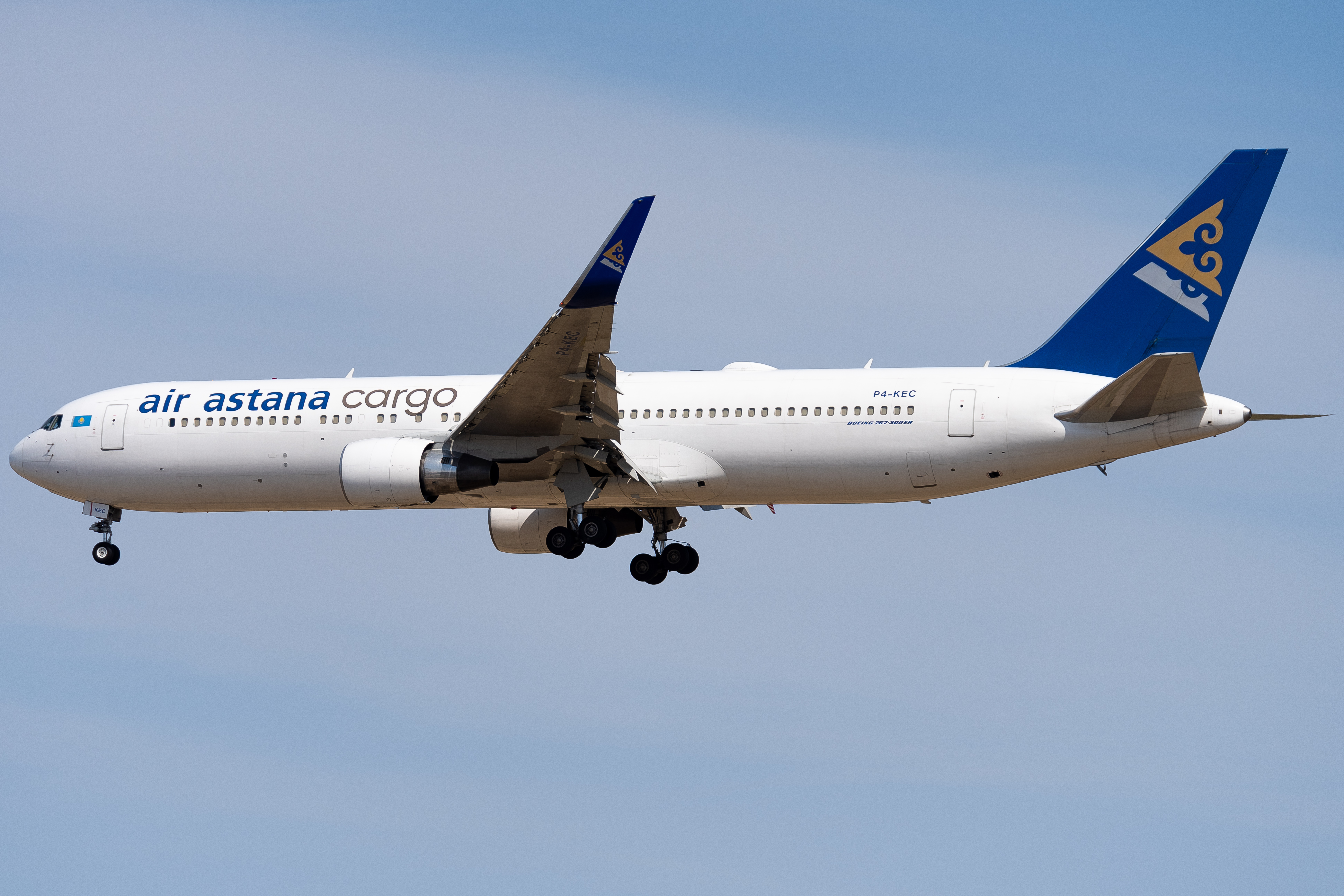
Boeing 767-300 Air Astana Cargo заходит на посадку в Шоуду

После увеличения количества слотов в аэропорту Federal Express и Continental Airlines начали беспосадочные рейсы из Ньюарка в Пекин с 15 июня 2005 года. 25 сентября 2007 года American Airlines и US Airways планируют начать беспосадочные рейсы в Пекин из Чикаго-О’Хара и Филадельфии, соответственно с 25 марта 2009 и с 2010 года. Этот рейс станет первым рейсом US Airways в Азии. Обе авиакомпании будут обслуживаться в Терминале 3 с другими членами Star Alliance (US Airways) и oneworld (American Airlines).
На данный момент в аэропорту три терминала. Терминал 1 является на данный момент базовым для Hainan Airlines и её подразделений, Терминал 2 обслуживает China Southern Airlines, China Eastern Airlines, членов SkyTeam и другие местные и международные рейсы. Терминал 3, самый современный аэропорта Шоуду, обслуживает Air China, членов Star Alliance и Oneworld, а также те местные и международные рейсы, которые не обслуживаются из Терминалов 1 и 2.

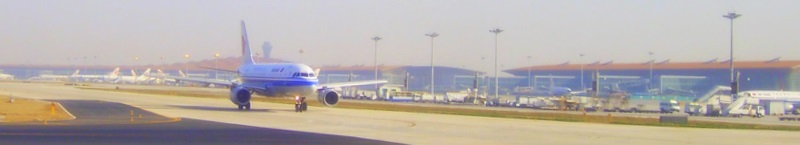
Терминалы 3-E и 3D, вид со стороны лётного поля, на рулёжной дорожке самолёт Air China

Журнал Forbes поместил Шоуду на 2-е место среди наименее пунктуальных аэропортов в 2007 году. Тем не менее, генеральный менеджер аэропорта Dong Zhiyi привёл официальную статистику, по которой 86,28 % вылетов производились в рамках расписания, в то время как Forbes указал 33 %. Эти цифры, согласно рейтингу Forbes, значительно выше показателя худшего аэропорта Европы в этом рейтинге Париж Шарль де Голль (50 %).
Главными дальнемагистральными направлениями из Пекина являются Франкфурт, Лондон (Хитроу), Лос-Анджелес, Нью-Йорк, Париж (Шарль де Голль), Сан-Франциско и Ванкувер. Среди других направлений растёт роль назначений Чикаго, Дубая, Сиднея, Торонто и Вашингтона.

## Транспорт

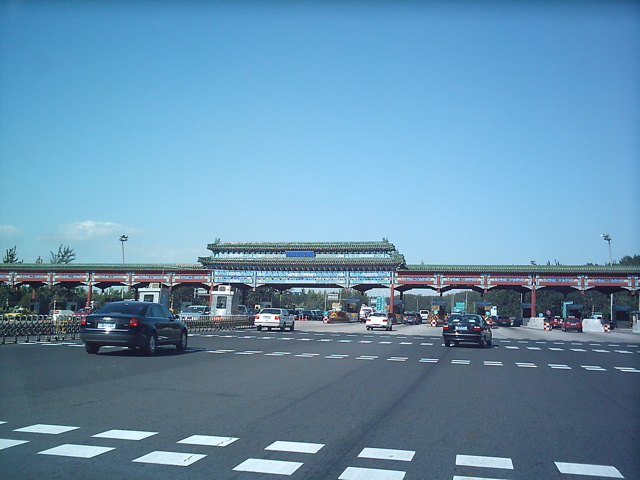
Аэропорт Экспрессвэй (август 2004).

### Автодороги
Изначально аэропорт был соединён с развязкой Саньюаньцяо лишь узкой дорогой. В начале 1990-х годов была построена 20-километровая платная скоростная автомагистраль — «Аэропорт» — которая соединила пригороды Пекина с северо-восточным участком 3-й Кольцевой дороги и непосредственно с аэропортом.
В 2008 году будут открыты ещё четыре автомагистрали:
- Аэропорт, южная часть
- 2-я Аэропорт Экспрессвэй, с востока (юго-восток)
- Линия Северный Аэропорт, с северо-запада
- Литиан Экспрессвэй, с востока

### Железная дорога/Общественный транспорт
Международный аэропорт Шоуду связан с пекинским метрополитеном. Ветка электропоезда проходит от Терминала 3 и Терминала 2 до конечной станции Дунчжимэнь и остановкой в Саньюаньцяо (на обеих станциях есть возможность пересадки на метро). Она была открыта 19 июля 2008 года, перед пекинской Олимпиадой.
Существует также автобусное сообщение в большинство частей города, а также в соседний Тяньцзинь.

## Фотогалерея

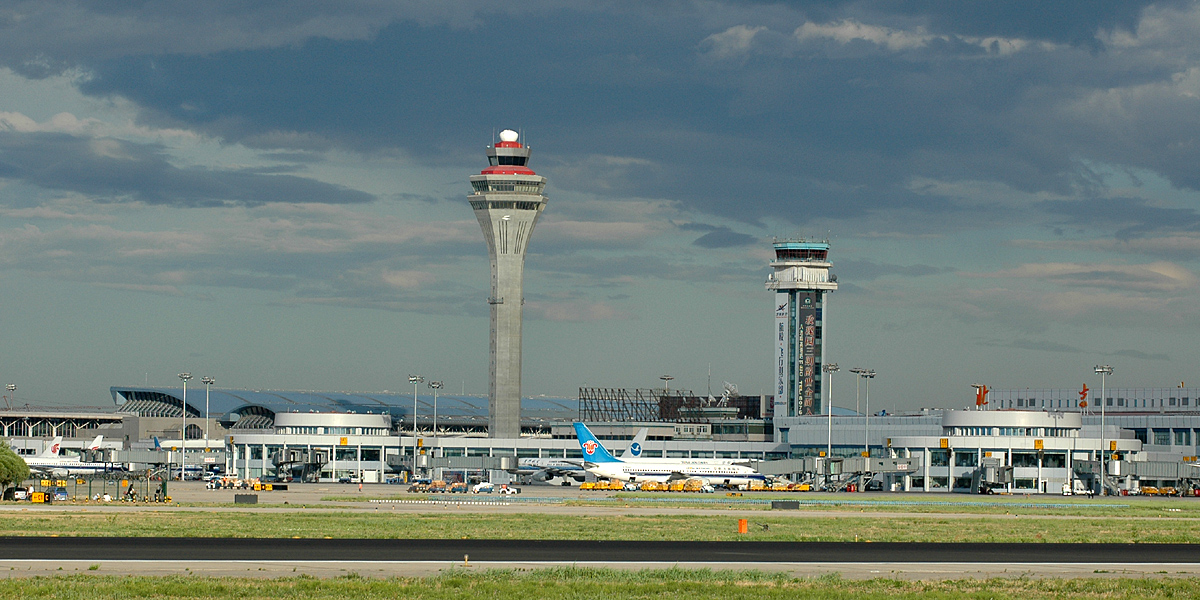
Новый (более высокий) и старый (на сегодняшний момент демонтированный, низкий) контрольно-диспетчерские пункты, Терминал 1 (впереди) и Терминал 2 (за Терминалом 1, голубое здание)
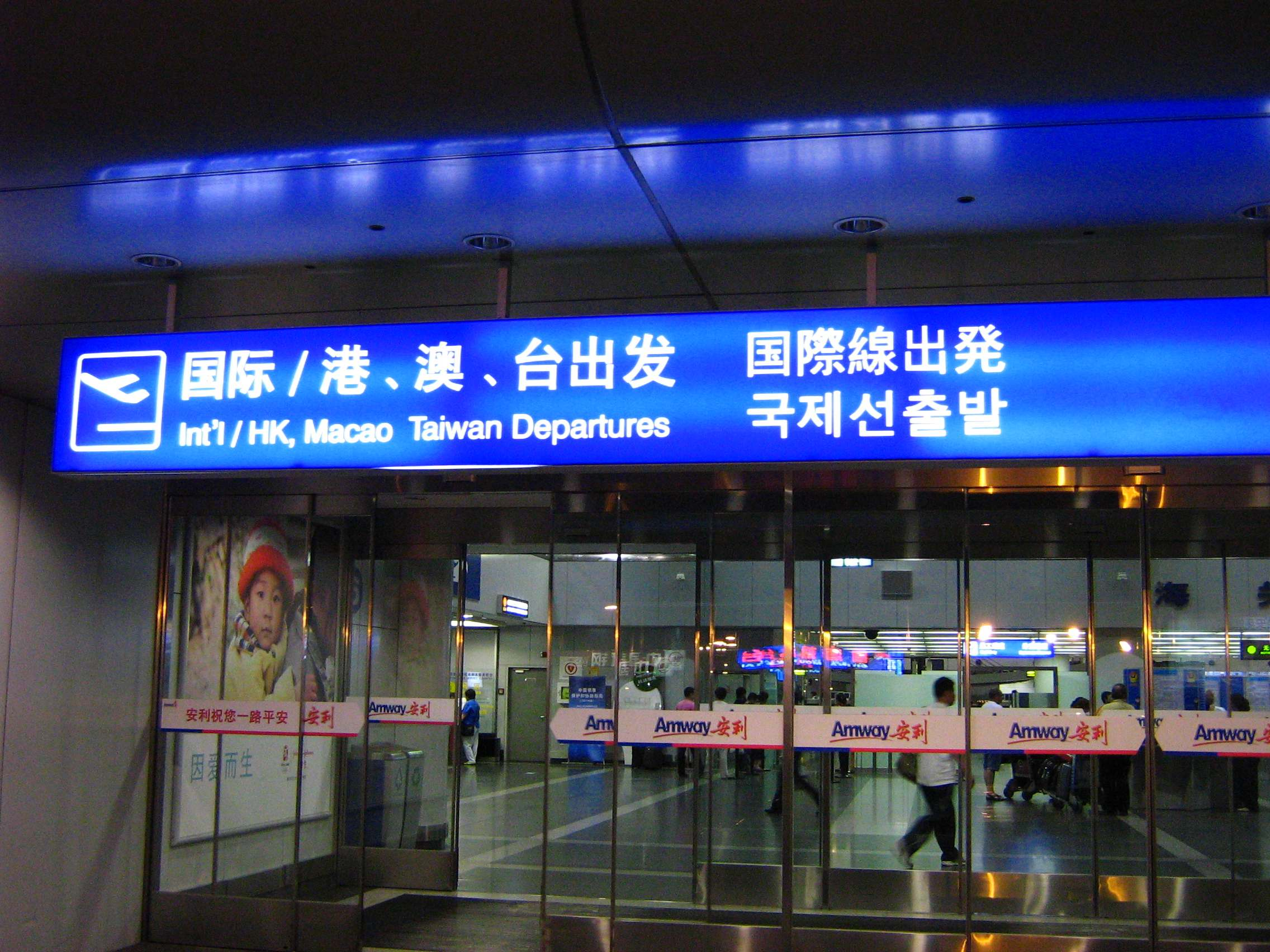
Терминал 2, международный зал вылета
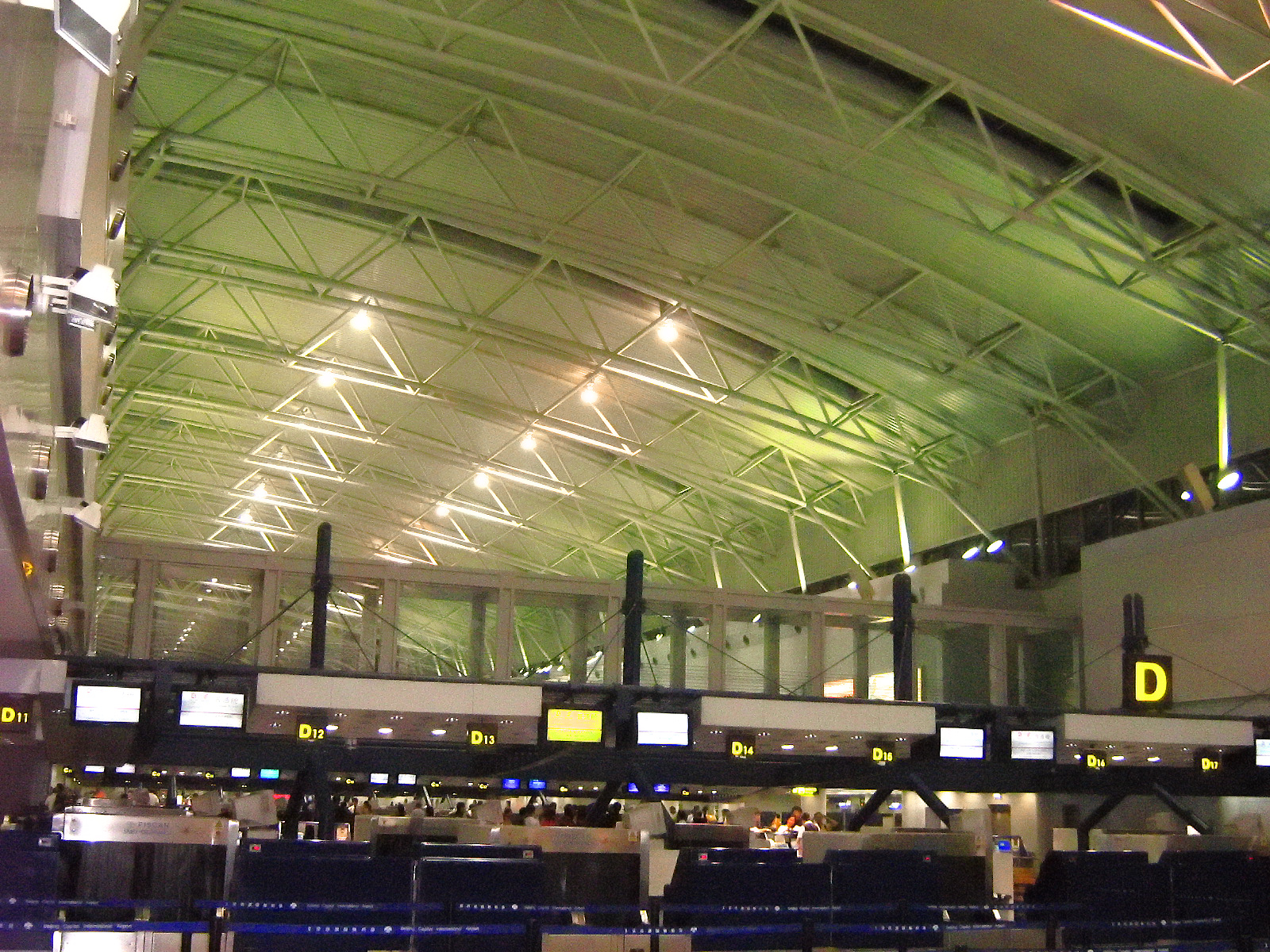
Терминал 2, зал вылета
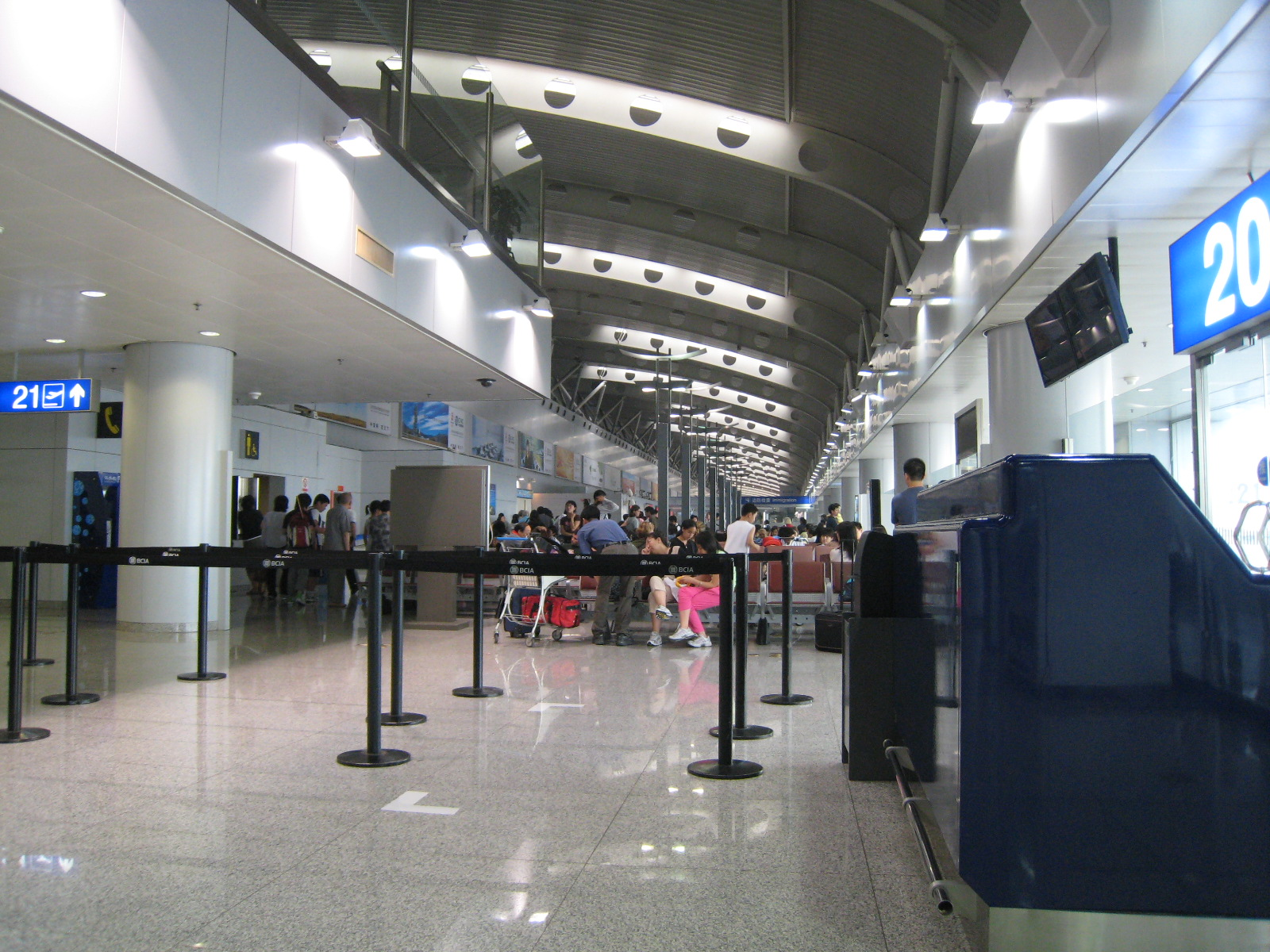
Терминал 2, международный зал вылета
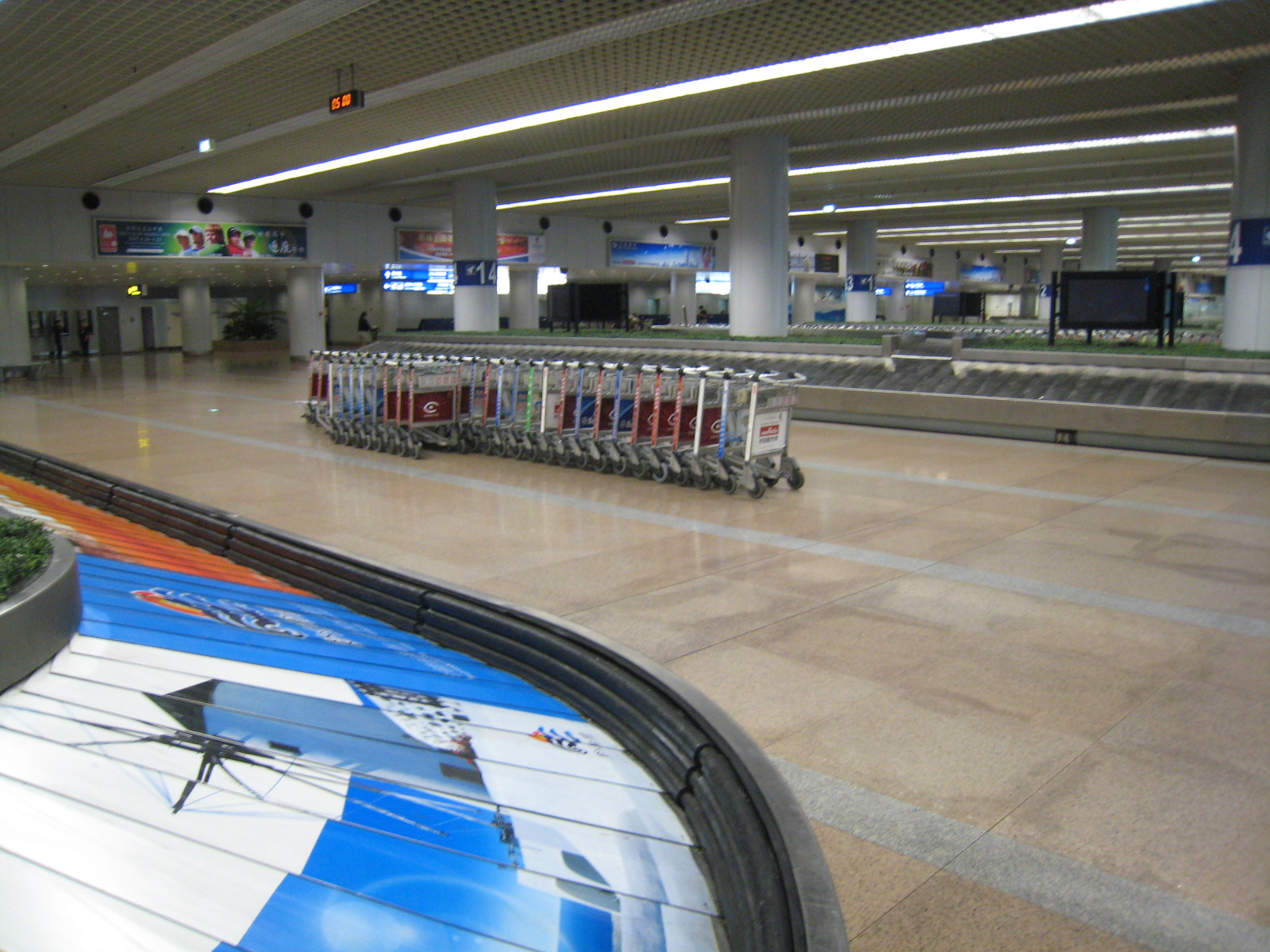
Терминал 2, зал прибытия, багажное отделение
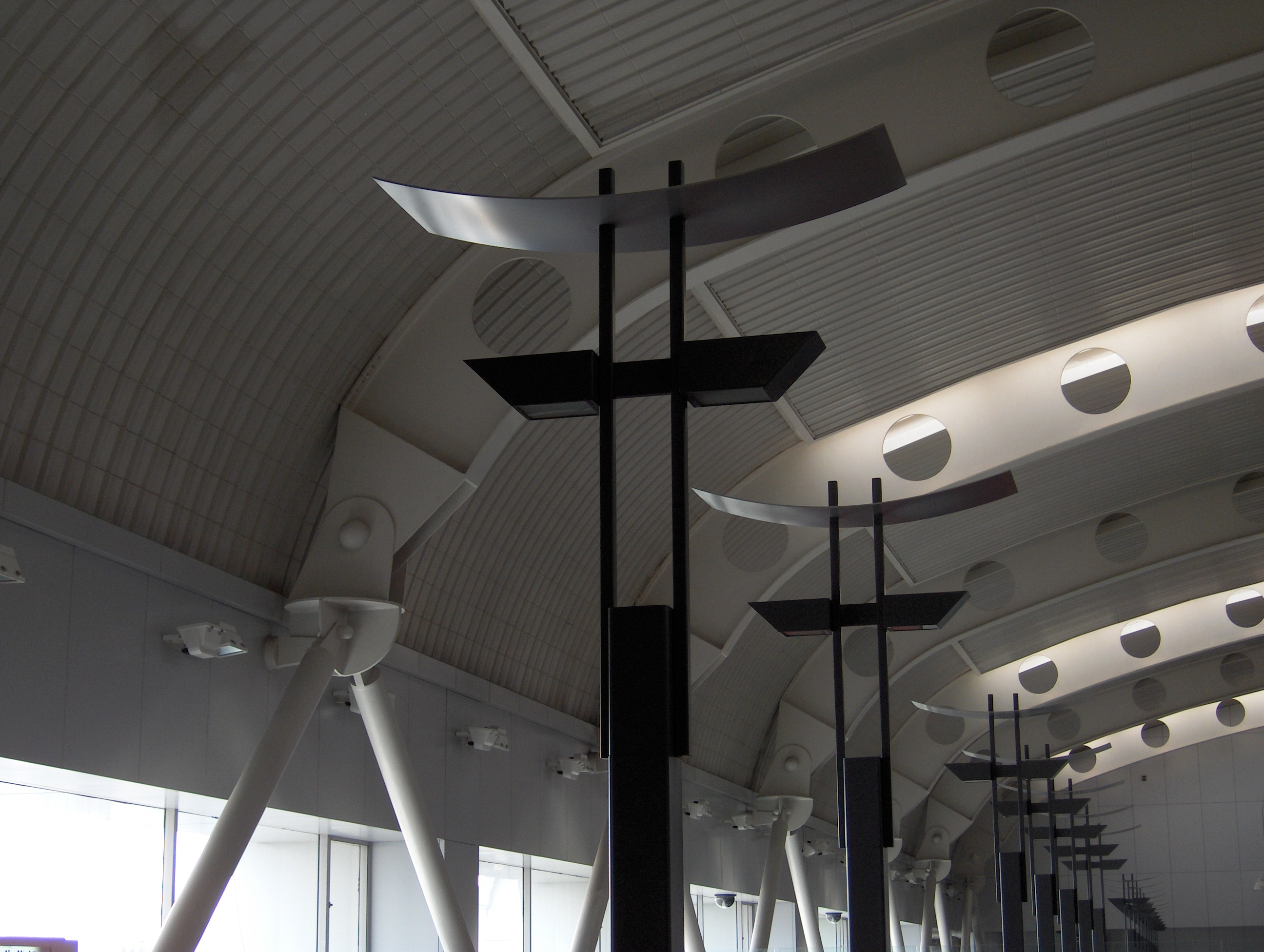
Терминал 2 (апрель 2006)
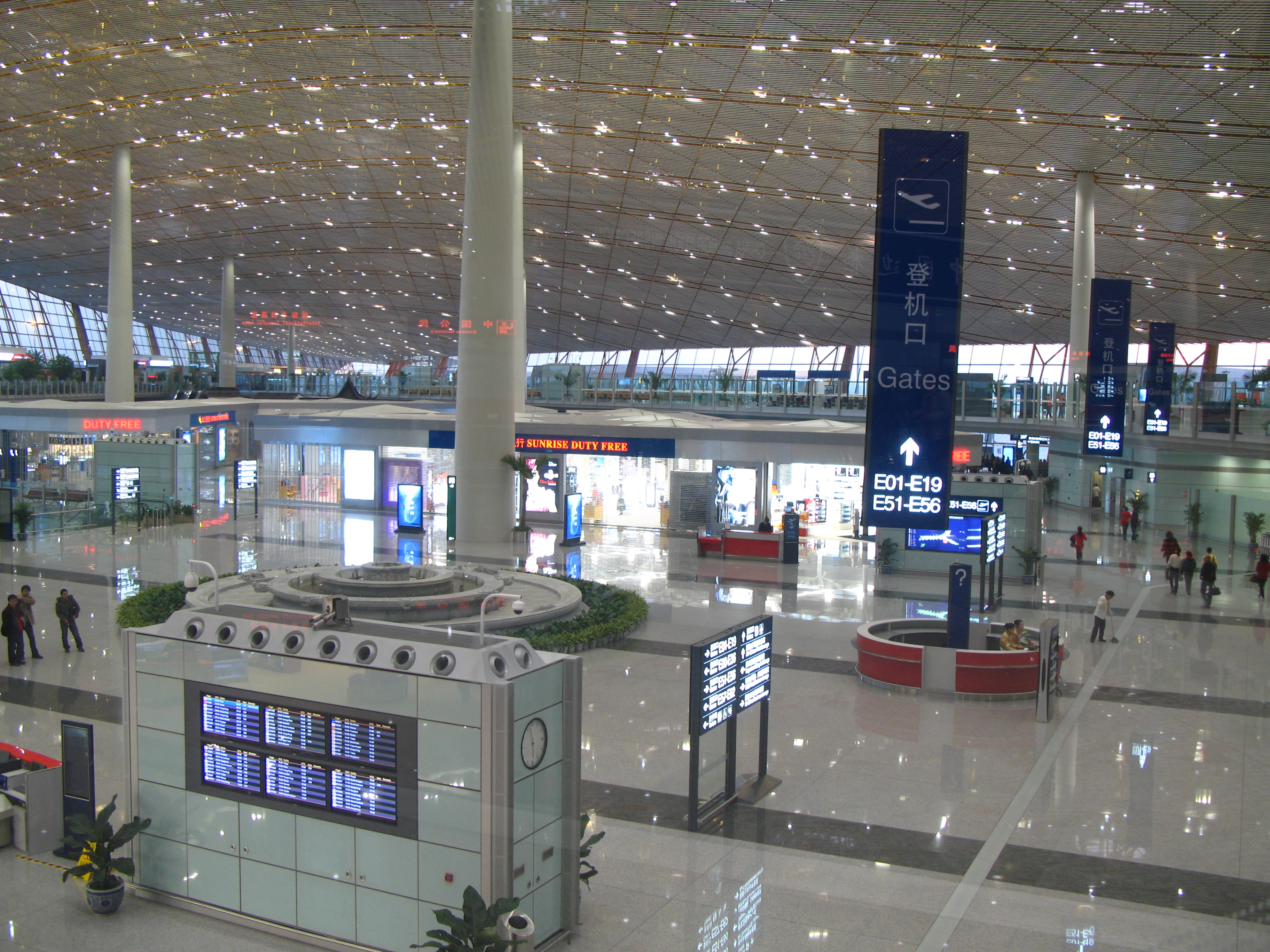
Терминал 3, магазины беспошлинной торговли
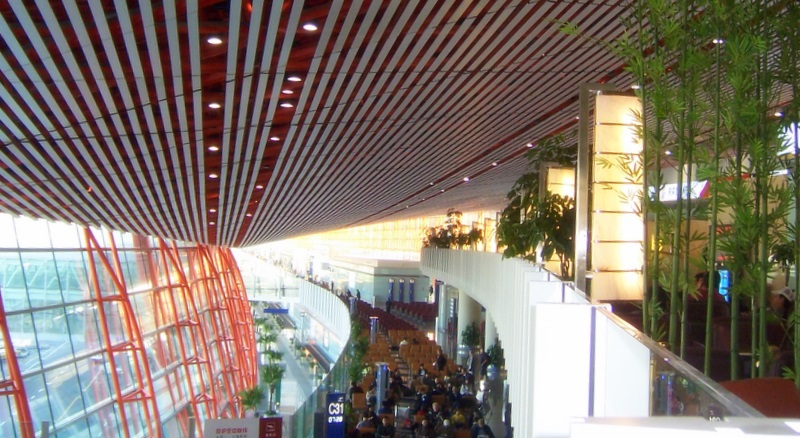
Терминал 3, зал ожидания, справа выход Air China
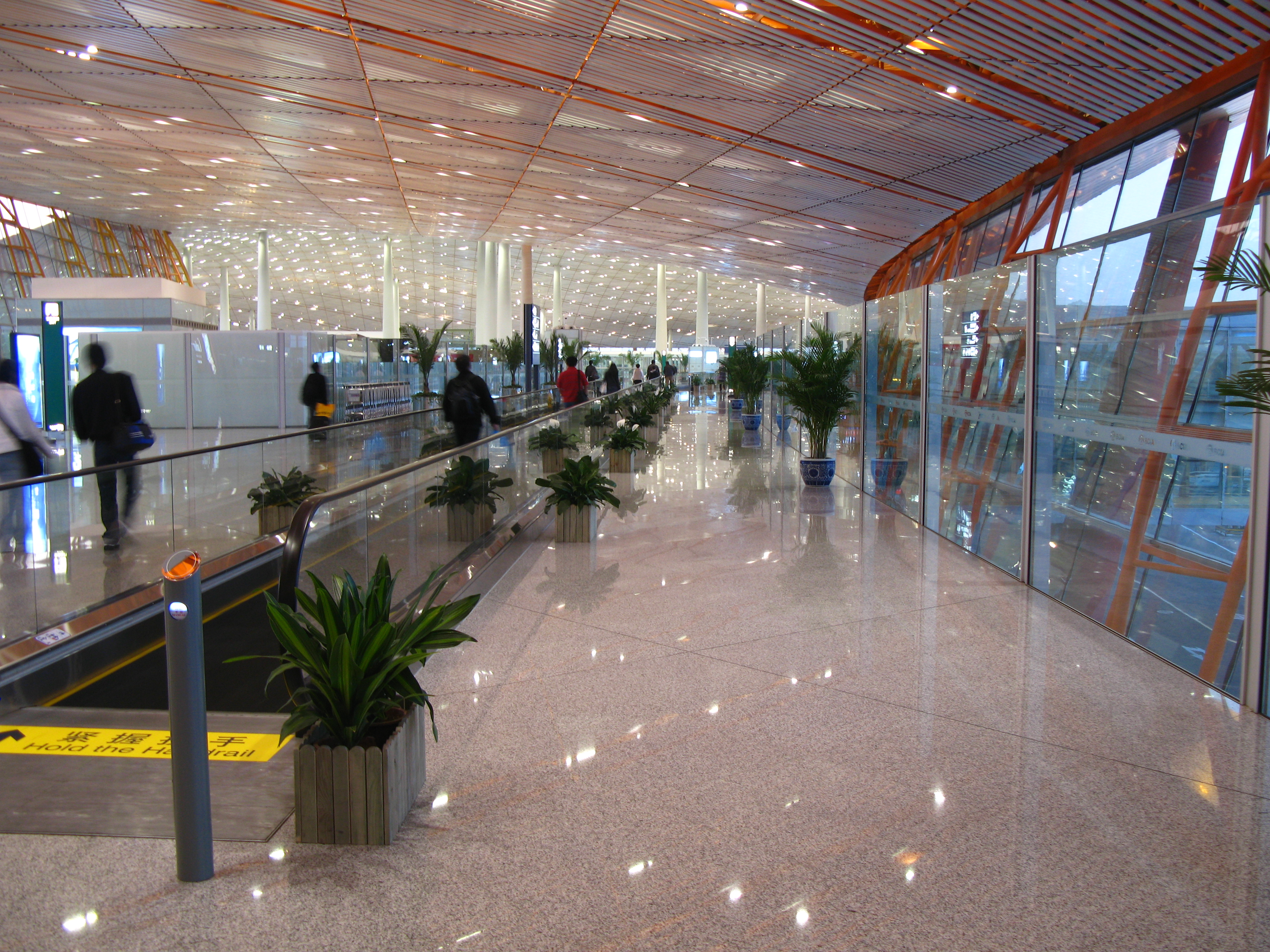
Терминал 3, зал прибытия
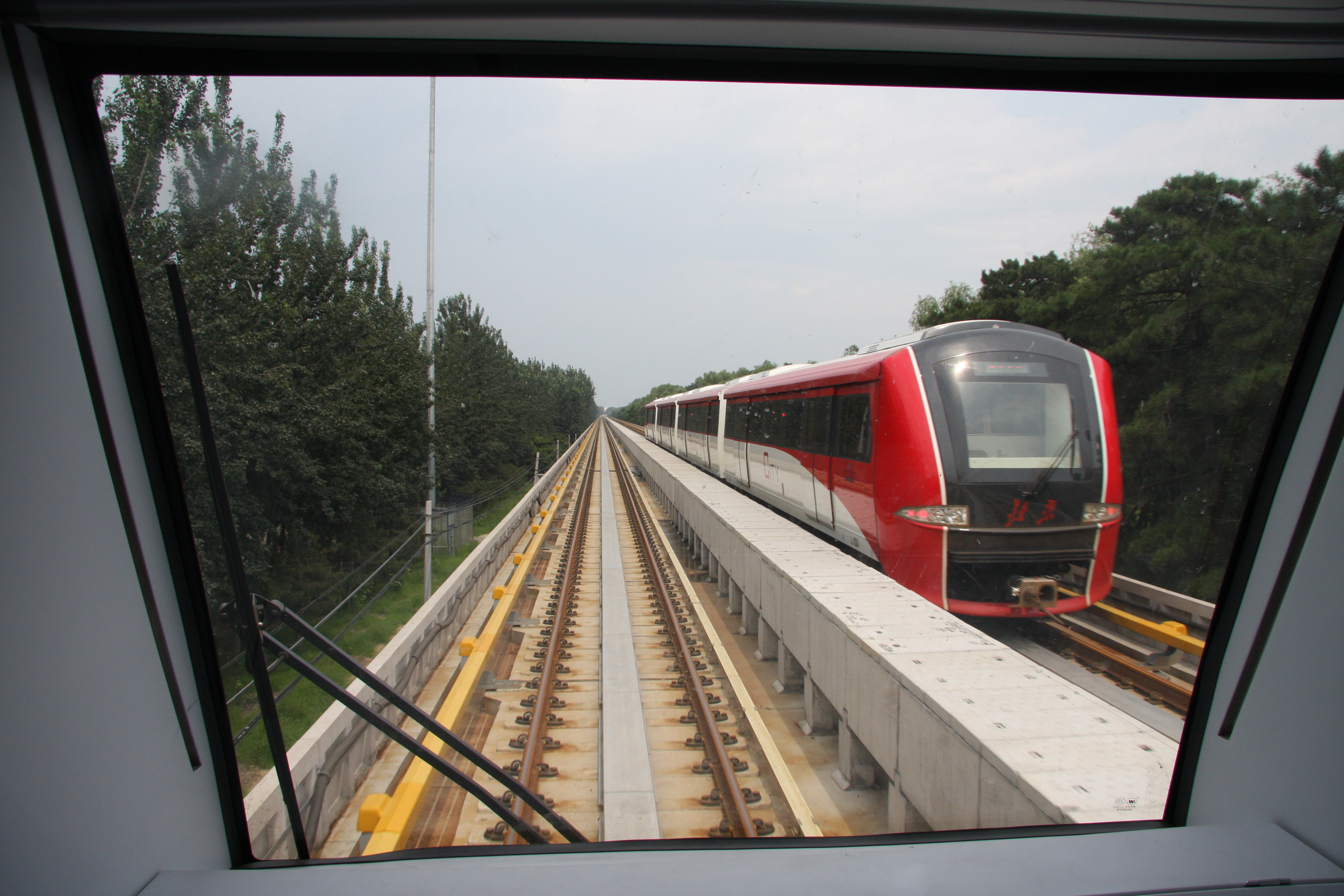
Поезд-экспресс в аэропорту Пекина